# Ајрон Сити (Џорџија)
Ајрон Сити (Џорџија) (енгл. Iron City) град је у америчкој савезној држави Џорџија. По попису становништва из 2010. у њему је живело 310 становника.

## Демографија
Према попису становништва из 2010. у граду је живело 310 становника, што је 11 (3,4%) становника мање него 2000. године.
| Група             | 2000.       | 2010.       |
| Белци             | 245 (76,3%) | 262 (84,5%) |
| Афроамериканци    | 63 (19,6%)  | 47 (15,2%)  |
| Азијати           | 1 (0,3%)    | 0 (0,0%)    |
| Хиспаноамериканци | 12 (3,7%)   | 1 (0,3%)    |
| Укупно            | 321         | 310         |